# Eagle River (Wisconsin)
Eagle River – miasto w Stanach Zjednoczonych, w stanie Wisconsin, siedziba administracyjna hrabstwa Vilas.